# Angrita

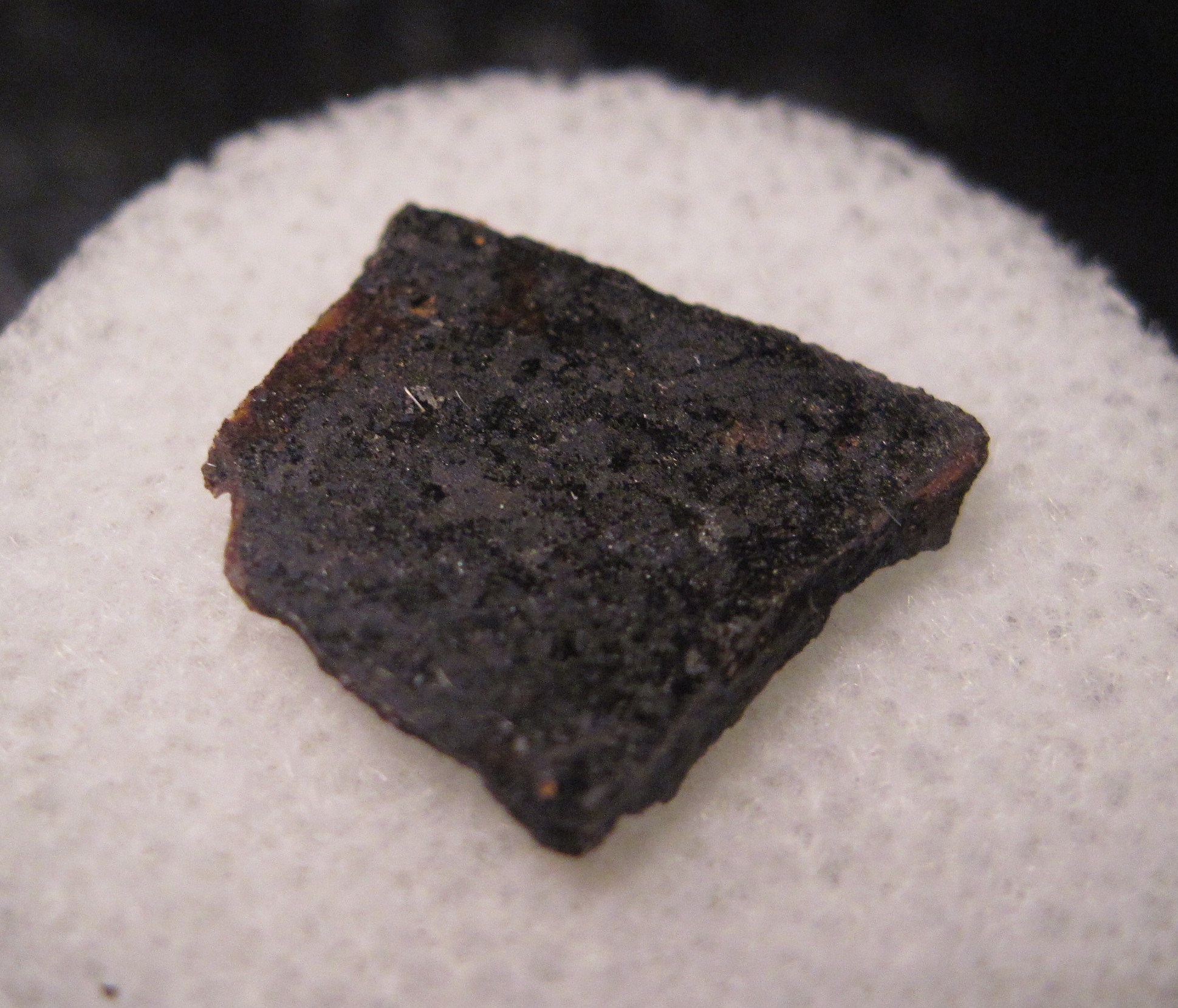
Una rebanada de "NWA 2999". Nótese la similitud con un basalto terrestre.

Las angritas son un grupo raro de acondritas que consisten sobre todo de la augita mineral con un poco de olivina, anortita y troilita. El grupo recibe el nombre del meteorito Angra dos Reis.
Las angritas son rocas basálticas, a menudo con porosidad, con diámetros de vesículas de hasta 2,5 centímetros.
Son las rocas ígneas más antiguas, con edades de cristalización de alrededor de 4550 millones de años.

## Origen
Al comparar los espectros de reflectancia de las angritas con los de varios asteroides del cinturón de asteroides, se han identificado dos cuerpos parentales potenciales: (289) Nenetta y (3819) Robinson. Otros científicos han sugerido que las angritas podrían representar eyectas de Mercurio.

## Meteoritos notables
Actualmente hay 12 meteoritos clasificados como angritas. El meteorito Angra dos Reis, fue observado en 1869 y, con 1,5 kilogramos, es la cuarta angrita más pesada. Los tres más grandes son D'Orbigny (16,55 kilogramos), "Sahara 99555" (2,71 kilogramos) y "NWA 4931" con 2.14 kilogramos.